# Eredivisie ijshockey 2010/11
De Eredivisie ijshockey is de hoogste divisie in deze tak van sport in Nederland. Het seizoen 2010/11 was het 51e seizoen van deze competitie.
De competitie ging met negen clubs van start. Debutant Zoetermeer Panthers trok zich op 26 november na vijf gespeelde wedstrijden terug uit de competitie. Titelverdediger was Nijmegen Devils, dat in het vorige seizoen voor de negende keer de nationale ijshockeytitel veroverde. De reguliere competitie ving aan op 5 november, na afloop van de halve finales in de Eredivisie bekercompetitie, en eindigde op 23 februari 2011. De laatste wedstrijd in de finale om het kampioenschap van Nederland eindigde op vrijdag 25 maart waarin HYS The Hague de vierde overwinning bewerkstelligde in een ‘best-of-7’ serie tegen Tilburg Trappers. HYS The Hague veroverde hiermee voor de tiende keer het landskampioenschap (inclusief de zege in het seizoen 1937/38 dat als bekertoernooi werd gespeeld).
De Nederlandse clubs Amstel Tijgers Amsterdam en Groningen Grizzlies ontbraken ten opzichte van het vorige seizoen dit seizoen op dit niveau.

## Opzet
De reguliere competitie werd als de North Sea Cup gespeeld met als deelnemers (na de terugtrekking van Zoetermeer Panthers) zes Nederlandse en twee Belgische clubs (HYC Herentals en White Caps Turnhout). Elk team speelde 28 wedstrijden, dit aantal werd bereikt door middel van een dubbele competitie met twee thuis- en twee uitwedstrijden. De nummers een en twee van de competitie speelden na afloop een finalewedstrijd in de De Uithof (Den Haag).
Na het spelen van de North Sea Cup speelden de zes Nederlandse teams in de knock-outfase om het “kampioenschap van Nederland”. In de kwartfinale speelden de Nederlandse nummers ‘3’ en ‘6’ en de nummers ‘4’ en ‘5’ in een best-of-3 tegen elkaar. In de halve finale speelde de nummer ’1’ tegen de winnaar die het laagst in de competitie eindigde, en de nummer ’2’ tegen de winnaar die het hoogst in de competitie eindigde, in een best-of-5 tegen elkaar. De finale werd in een best-of-7 beslist.

## North Sea Cup
Puntentelling
Een gewonnen wedstrijd leverde drie punten op. Bij een gelijkspel volgde een verlenging (4-tegen-4) van maximaal vijf minuten, eventueel gevolgd door een shoot-out. Het team dat scoorde won de wedstrijd met één doelpunt verschil. De winnaar kreeg twee punten, de verliezer één punt.

### Eindstand
| \| # \| Club \| AW \| W \| GW \| GV \| V \| Pnt \| V-T \| \| - \| -------------------------- \| -- \| -- \| -- \| -- \| -- \| --- \| ------- \| \| 1 \| HYS The Hague \| 28 \| 23 \| 0 \| 0 \| 5 \| 69 \| 194-87 \| \| 2 \| Destil Trappers Tilburg \| 28 \| 19 \| 0 \| 1 \| 8 \| 58 \| 120-70 \| \| 3 \| A6.nl Flyers Heerenveen \| 28 \| 15 \| 4 \| 0 \| 9 \| 53 \| 118-105 \| \| 4 \| Romijnders Devils Nijmegen \| 28 \| 16 \| 1 \| 1 \| 10 \| 51 \| 133-115 \| \| 5 \| Eindhoven Kemphanen \| 28 \| 11 \| 2 \| 2 \| 13 \| 39 \| 109-106 \| \| 6 \| Ruijters Eaters Geleen \| 28 \| 10 \| 2 \| 2 \| 14 \| 36 \| 105-127 \| \| 7 \| White Caps Turnhout \| 28 \| 5 \| 0 \| 1 \| 22 \| 16 \| 76-146 \| \| 8 \| HYC Herentals \| 28 \| 4 \| 0 \| 2 \| 22 \| 14 \| 89-188 \| | Legenda AW = aantal wedstrijden W = winstpartij (3 punten) GW = gelijk en gewonnen na verlenging (2 punten) GV = gelijk en verloren na verlenging (1 punt) V = verliespartij (0 punten) Pnt = totaal punten v-t = doelpunten voor/tegen |    |    |    |    |    |     |         |
| # | Club | AW | W  | GW | GV | V  | Pnt | V-T     |
| 1 | HYS The Hague | 28 | 23 | 0  | 0  | 5  | 69  | 194-87  |
| 2 | Destil Trappers Tilburg | 28 | 19 | 0  | 1  | 8  | 58  | 120-70  |
| 3 | A6.nl Flyers Heerenveen | 28 | 15 | 4  | 0  | 9  | 53  | 118-105 |
| 4 | Romijnders Devils Nijmegen | 28 | 16 | 1  | 1  | 10 | 51  | 133-115 |
| 5 | Eindhoven Kemphanen | 28 | 11 | 2  | 2  | 13 | 39  | 109-106 |
| 6 | Ruijters Eaters Geleen | 28 | 10 | 2  | 2  | 14 | 36  | 105-127 |
| 7 | White Caps Turnhout | 28 | 5  | 0  | 1  | 22 | 16  | 76-146  |
| 8 | HYC Herentals | 28 | 4  | 0  | 2  | 22 | 14  | 89-188  |

### Uitslagen
| Datum | Thuisteam           | Uitslag | periodestanden | Uitteam             |
| ----- | ------------------- | ------- | -------------- | ------------------- |
| 05/11 | Tilburg Trappers    | 10-1    | 3-0, 4-0, 3-1  | HYC Herentals       |
| 05/11 | Nijmegen Devils     | 5-2     | 3-1, 1-0, 1-1  | White Caps Turnhout |
| 06/11 | Eindhoven Kemphanen | 3-2 nv  | 2-1, 0-1, 0-0  | Eaters Geleen       |
| 07/11 | Eaters Geleen       | 4-3     | 2-2, 0-1, 2-0  | HYS The Hague       |
| 07/11 | HYC Herentals       | 10-9    | 1-4, 4-5, 5-0  | Nijmegen Devils     |
| 07/11 | White Caps Turnhout | 2-8     | 1-3, 0-3, 1-2  | Heerenveen Flyers   |
| 13/11 | Heerenveen Flyers   | 5-4 nv  | 2-1, 1-2, 1-1  | HYC Herentals       |
| 14/11 | HYC Herentals       | 3-2     | 1-0, 1-1, 1-1  | White Caps Turnhout |
| 16/11 | HYC Herentals       | 2-11    | 1-6, 1-3, 0-2  | HYS The Hague       |
| 17/11 | Heerenveen Flyers   | 3-2     | 2-0, 0-2, 1-0  | Nijmegen Devils     |
| 17/11 | White Caps Turnhout | 0-3     | 0-0, 0-2, 0-1  | Tilburg Trappers    |
| 19/11 | Heerenveen Flyers   | 4-7     | 1-0, 1-3, 2-4  | Eaters Geleen       |
| 19/11 | Tilburg Trappers    | 2-4     | 1-2, 1-1, 0-1  | HYS The Hague       |
| 19/11 | Nijmegen Devils     | 4-6     | 0-3, 2-2, 2-1  | Eindhoven Kemphanen |
| 20/11 | HYS The Hague       | 1-4     | 0-1, 0-2, 1-1  | Nijmegen Devils     |
| 20/11 | Eindhoven Kemphanen | 4-5     | 3-1, 0-1, 1-3  | Heerenveen Flyers   |
| 20/11 | Eaters Geleen       | 6-1     | 2-0, 4-1, 0-0  | White Caps Turnhout |
| 23/11 | Tilburg Trappers    | 4-3     | 2-2, 1-1, 1-0  | Eaters Geleen       |
| 23/11 | HYS The Hague       | 5-4     | 4-3, 0-1, 1-0  | Eindhoven Kemphanen |
| 26/11 | HYS The Hague       | 9-1     | 4-0, 2-0, 3-1  | White Caps Turnhout |
| 26/11 | Nijmegen Devils     | 4-1     | 0-1, 0-0, 4-0  | Tilburg Trappers    |
| 27/11 | White Caps Turnhout | 1-7     | 0-3, 1-1, 0-3  | Eindhoven Kemphanen |
| 27/11 | Heerenveen Flyers   | 4-7     | 2-3, 2-3, 0-1  | HYS The Hague       |
| 27/11 | HYC Herentals       | 3-6     | 1-3, 2-2, 0-1  | Eaters Geleen       |
| 28/11 | Eindhoven Kemphanen | 3-2     | 1-1, 0-0, 2-1  | HYC Herentals       |
| 28/11 | Tilburg Trappers    | 6-0     | 1-0, 4-0, 1-0  | Heerenveen Flyers   |
| 28/11 | Eaters Geleen       | 5-7     | 1-1, 2-2, 2-4  | Nijmegen Devils     |
| 01/12 | White Caps Turnhout | 2-8     | 1-5, 0-3, 1-0  | HYS The Hague       |
| 01/12 | Eindhoven Kemphanen | 3-2 nv  | 0-0, 1-0, 1-2  | Tilburg Trappers    |
| 03/12 | HYS The Hague       | 14-1    | 4-1, 4-0, 6-0  | Eaters Geleen       |
| 03/12 | Nijmegen Devils     | 11-5    | 4-0, 3-2, 4-3  | HYC Herentals       |
| 04/12 | Heerenveen Flyers   | 9-1     | 2-1, 3-0, 4-0  | White Caps Turnhout |
| 04/12 | Eaters Geleen       | 5-4 nv  | 0-1, 1-1, 3-2  | Eindhoven Kemphanen |
| 05/12 | HYC Herentals       | 3-4     | 0-2, 2-1, 1-1  | Tilburg Trappers    |
| 05/12 | White Caps Turnhout | 2-7     | 0-2, 2-2, 0-3  | Nijmegen Devils     |
| 08/12 | Heerenveen Flyers   | 2-6     | 0-4, 1-1, 1-1  | Tilburg Trappers    |
| 10/12 | Tilburg Trappers    | 4-2     | 1-0, 0-1, 3-1  | Eindhoven Kemphanen |
| 10/12 | Nijmegen Devils     | 4-2     | 0-0, 3-2, 1-0  | Eaters Geleen       |
| 10/12 | HYS The Hague       | 10-0    | 4-0, 3-0, 3-0  | HYC Herentals       |
| 11/12 | Eindhoven Kemphanen | 2-9     | 0-2, 2-3, 0-4  | HYS The Hague       |
| 11/12 | HYC Herentals       | 4-6     | 1-2, 2-0, 1-4  | Heerenveen Flyers   |
| 12/12 | Eaters Geleen       | 1-5     | 1-1, 0-3, 0-1  | Tilburg Trappers    |
| 14/12 | Tilburg Trappers    | 7-0     | 2-0, 1-0, 4-0  | White Caps Turnhout |
| 18/12 | White Caps Turnhout | 7-2     | 3-1, 3-1, 1-0  | Eaters Geleen       |
| 18/12 | Heerenveen Flyers   | 4-5     | 0-0, 1-5, 3-0  | Eindhoven Kemphanen |
| 19/12 | Eindhoven Kemphanen | 2-3 nv  | 2-0, 0-1, 0-1  | Nijmegen Devils     |
| 19/12 | Eaters Geleen       | 7-4     | 0-1, 4-1, 3-2  | HYS The Hague       |
| 21/12 | Eaters Geleen       | 9-4     | 3-2, 2-0, 4-2  | HYC Herentals       |
| 22/12 | Eindhoven Kemphanen | 4-2     | 1-1, 3-0, 0-1  | White Caps Turnhout |
| 23/12 | Nijmegen Devils     | 1-2 nv  | 1-0, 0-0, 0-1  | Heerenveen Flyers   |
| 28/12 | HYC Herentals       | 1-7     | 0-4, 0-2, 1-1  | Eindhoven Kemphanen |
| 28/12 | Tilburg Trappers    | 5-1     | 0-0, 4-1, 1-0  | Nijmegen Devils     |
| 28/12 | HYS The Hague       | 6-1     | 2-0, 2-0, 2-1  | Heerenveen Flyers   |
| 02/01 | White Caps Turnhout | 0-3     | 0-0, 0-2, 0-1  | HYC Herentals       |
| 02/01 | Nijmegen Devils     | 4-7     | 0-5, 1-2, 3-0  | HYS The Hague       |
| 02/01 | Eaters Geleen       | 2-4     | 0-0, 2-1, 0-3  | Heerenveen Flyers   |

| Datum | Thuisteam           | Uitslag | periodestanden | Uitteam             |
| ----- | ------------------- | ------- | -------------- | ------------------- |
| 05/01 | Heerenveen Flyers   | 3-5     | 0-2, 2-1, 1-2  | HYS The Hague       |
| 05/01 | Nijmegen Devils     | 5-4     | 0-2, 4-1, 1-1  | White Caps Turnhout |
| 05/01 | Eindhoven Kemphanen | 5-0     | 1-0, 3-0, 1-0  | Eaters Geleen       |
| 07/01 | HYS The Hague       | 3-2     | 0-1, 2-1, 1-0  | Eindhoven Kemphanen |
| 07/01 | Tilburg Trappers    | 5-2     | 4-1, 1-1, 0-0  | Eaters Geleen       |
| 08/01 | Eindhoven Kemphanen | 1-2     | 0-1, 0-0, 1-1  | Tilburg Trappers    |
| 09/01 | Eaters Geleen       | 6-4     | 2-0, 1-3, 3-1  | Nijmegen Devils     |
| 09/01 | White Caps Turnhout | 2-5     | 1-0, 0-4, 1-1  | Heerenveen Flyers   |
| 11/01 | HYC Herentals       | 4-1     | 1-0, 1-0, 2-1  | Nijmegen Devils     |
| 14/01 | HYS The Hague       | 8-3     | 3-1, 1-0, 4-2  | Tilburg Trappers    |
| 14/01 | Nijmegen Devils     | 8-5     | 4-1, 1-2, 3-2  | Eindhoven Kemphanen |
| 15/01 | HYS The Hague       | 8-3     | 2-0, 2-3, 4-0  | Nijmegen Devils     |
| 15/01 | Eindhoven Kemphanen | 4-5     | 1-2, 2-2, 1-1  | Heerenveen Flyers   |
| 15/01 | White Caps Turnhout | 3-5     | 0-1, 1-1, 2-3  | Tilburg Trappers    |
| 16/01 | Eaters Geleen       | 8-3     | 4-0, 1-1, 3-2  | White Caps Turnhout |
| 16/01 | HYC Herentals       | 3-5     | 1-2, 1-3, 0-1  | Heerenveen Flyers   |
| 21/01 | Tilburg Trappers    | 0-2     | 0-0, 0-0, 0-2  | Heerenveen Flyers   |
| 22/01 | HYS The Hague       | 7-2     | 2-1, 2-1, 3-0  | White Caps Turnhout |
| 22/01 | Eindhoven Kemphanen | 7-3     | 3-0, 1-0, 3-3  | HYC Herentals       |
| 23/01 | Nijmegen Devils     | 6-5     | 2-2, 3-2, 1-1  | Tilburg Trappers    |
| 23/01 | White Caps Turnhout | 6-4     | 1-0, 2-3, 3-1  | Eindhoven Kemphanen |
| 23/01 | HYC Herentals       | 6-7     | 0-3, 4-3, 2-1  | Eaters Geleen       |
| 25/01 | HYC Herentals       | 4-12    | 2-4, 2-1, 0-7  | HYS The Hague       |
| 26/01 | Heerenveen Flyers   | 3-2     | 2-0, 0-1, 1-1  | HYC Herentals       |
| 28/01 | HYS The Hague       | 4-1     | 0-0, 1-1, 3-0  | Eaters Geleen       |
| 28/01 | Nijmegen Devils     | 7-4     | 3-1, 1-3, 3-0  | HYC Herentals       |
| 29/01 | Heerenveen Flyers   | 7-6 nv  | 3-3, 3-3, 0-0  | White Caps Turnhout |
| 30/01 | Eaters Geleen       | 0-4     | 0-1, 0-1, 0-2  | Eindhoven Kemphanen |
| 30/01 | HYC Herentals       | 5-8     | 3-1, 0-3, 2-4  | Tilburg Trappers    |
| 30/01 | White Caps Turnhout | 3-4     | 1-0, 1-3, 1-1  | Nijmegen Devils     |
| 02/02 | Heerenveen Flyers   | 2-1 nv  | 0-0, 1-0, 0-1  | Eaters Geleen       |
| 04/02 | Tilburg Trappers    | 6-1     | 1-0, 2-0, 3-1  | Eindhoven Kemphanen |
| 04/02 | Nijmegen Devils     | 8-3     | 5-1, 3-1, 0-1  | Eaters Geleen       |
| 05/02 | Heerenveen Flyers   | 2-1     | 0-0, 2-1, 0-0  | Nijmegen Devils     |
| 05/02 | Eindhoven Kemphanen | 3-7     | 1-2, 2-3, 0-2  | HYS The Hague       |
| 06/02 | Eaters Geleen       | 5-1     | 3-1, 1-0, 1-0  | Tilburg Trappers    |
| 08/02 | Tilburg Trappers    | 4-1     | 2-1, 2-0, 0-0  | White Caps Turnhout |
| 08/02 | HYS The Hague       | 12-2    | 6-0, 4-1, 2-1  | HYC Herentals       |
| 11/02 | Tilburg Trappers    | 2-4     | 0-1, 1-2, 1-1  | Nijmegen Devils     |
| 12/02 | White Caps Turnhout | 4-1     | 0-0, 4-0, 0-1  | HYC Herentals       |
| 13/02 | Eindhoven Kemphanen | 3-2     | 1-0, 0-1, 2-1  | White Caps Turnhout |
| 13/02 | Nijmegen Devils     | 4-6     | 1-3, 1-2, 2-1  | Heerenveen Flyers   |
| 13/02 | Tilburg Trappers    | 6-2     | 0-0, 4-1, 2-1  | HYS The Hague       |
| 13/02 | Eaters Geleen       | 5-4 nv  | 2-2, 1-1, 1-1  | HYC Herentals       |
| 15/02 | HYC Herentals       | 4-7     | 2-3, 0-3, 2-1  | Eindhoven Kemphanen |
| 16/02 | Heerenveen Flyers   | 2-4     | 0-0, 1-1, 1-3  | Tilburg Trappers    |
| 16/02 | White Caps Turnhout | 2-5     | 1-2, 1-2, 0-1  | HYS The Hague       |
| 18/02 | Tilburg Trappers    | 7-0     | 2-0, 2-0, 3-0  | HYC Herentals       |
| 18/02 | Nijmegen Devils     | 7-6     | 1-4, 3-0, 3-2  | HYS The Hague       |
| 19/02 | HYS The Hague       | 4-3     | 0-0, 3-2, 1-1  | Tilburg Trappers    |
| 19/02 | Eindhoven Kemphanen | 4-5     | 3-2, 1-1, 0-2  | Nijmegen Devils     |
| 19/02 | Eaters Geleen       | 1-4     | 0-2, 1-0, 0-2  | Heerenveen Flyers   |
| 19/02 | HYC Herentals       | 3-9     | 2-3, 0-4, 1-2  | White Caps Turnhout |
| 20/02 | Heerenveen Flyers   | 6-3     | 1-1, 5-1, 0-1  | Eindhoven Kemphanen |
| 20/02 | White Caps Turnhout | 6-4     | 0-2, 4-0, 2-2  | Eaters Geleen       |
| 23/02 | HYS The Hague       | 13-8    | 4-4, 4-1, 5-3  | Heerenveen Flyers   |

### Finale
| Datum | Plaats               | Winnaar       | Uitslag | periodestanden | Verliezer        |
| ----- | -------------------- | ------------- | ------- | -------------- | ---------------- |
| 27/02 | De Uithof (Den Haag) | HYS The Hague | 5-4     | 3-1, 1-2, 1-1  | Tilburg Trappers |

### Zoetermeer Panthers
De gespeelde wedstrijden van deze club tot het moment van uittreden
| Datum | Thuisteam           | Uitslag | periodestanden | Uitteam             |
| ----- | ------------------- | ------- | -------------- | ------------------- |
| 05/11 | HYS The Hague       | 7-4     | 1-1, 3-2, 3-1  | Zoetermeer Panthers |
| 06/11 | Zoetermeer Panthers | 3-7     | 1-4, 1-0, 1-3  | Tilburg Trappers    |
| 17/11 | Zoetermeer Panthers | 4-3     | 0-2, 3-0, 1-1  | Eindhoven Kemphanen |
| 20/11 | Zoetermeer Panthers | 12-6    | 4-2, 3-2, 5-2  | HYC Herentals       |
| 21/11 | White Caps Turnhout | 3-2     | 0-1, 3-1, 0-0  | Zoetermeer Panthers |

## Kampioenschap van Nederland

### Kwartfinale
De kwartfinale werd gespeeld tussen de nummers 3 t/m 6 van de reguliere competitie door middel van een “best-of-3”. De wedstrijden werden op 25, 26 en 27 februari gespeeld, de enige derde wedstrijd werd op 2 maart gespeeld.
| Compettitie #3 - #6 |                   |         |                |                   |
| Datum               | Thuisteam         | Uitslag | periodestanden | Uitteam           |
| 25/02               | Heerenveen Flyers | 0-3     | 0-1, 0-2, 0-0  | Eaters Geleen     |
| 27/02               | Eaters Geleen     | 4-3 nv  | 0-0, 1-2, 2-1  | Heerenveen Flyers |

| Compettitie #4 - #5 |                     |         |                |                     |
| Datum               | Thuisteam           | Uitslag | periodestanden | Uitteam             |
| 25/02               | Nijmegen Devils     | 3-4 nv  | 3-0, 0-2, 0-1  | Eindhoven Kemphanen |
| 26/02               | Eindhoven Kemphanen | 1-7     | 0-0, 1-3, 0-4  | Nijmegen Devils     |
| 02/03               | Nijmegen Devils     | 6-2     | 4-0, 1-1, 1-1  | Eindhoven Kemphanen |

### Halve finale
De halve finale werd door middel van een “best-of-5” gespeeld.
| Competitie #1 - #6 |               |         |                |               |
| Datum              | Thuisteam     | Uitslag | periodestanden | Uitteam       |
| 04/03              | HYS The Hague | 8-0     | 5-0, 0-0, 3-0  | Eaters Geleen |
| 05/03              | Eaters Geleen | 1-8     | 1-4, 0-1, 0-3  | HYS The Hague |
| 08/03              | HYS The Hague | 4-1     | 0-0, 1-1, 3-0  | Eaters Geleen |

| Competitie #2 - #4 |                  |         |                |                  |
| Datum              | Thuisteam        | Uitslag | periodestanden | Uitteam          |
| 04/03              | Tilburg Trappers | 8-6     | 5-1, 2-2, 1-3  | Nijmegen Devils  |
| 05/03              | Nijmegen Devils  | 2-5     | 0-2, 1-0, 1-3  | Tilburg Trappers |
| 08/03              | Tilburg Trappers | 4-5     | 0-0, 1-3, 3-2  | Nijmegen Devils  |
| 11/03              | Nijmegen Devils  | 2-4     | 1-2, 0-1, 1-1  | Tilburg Trappers |

### Finale
De finale werd door middel van een “best-of-7” gespeeld.
| Datum | Thuisteam        | Uitslag | periodestanden | Uitteam          |
| ----- | ---------------- | ------- | -------------- | ---------------- |
| 16/03 | HYS The Hague    | 6-4     | 2-2, 3-1, 1-1  | Tilburg Trappers |
| 18/03 | Tilburg Trappers | 2-4     | 0-1, 1-2, 1-1  | HYS The Hague    |
| 20/03 | HYS The Hague    | 5-1     | 1-1, 2-0, 2-0  | Tilburg Trappers |
| 22/03 | Tilburg Trappers | 7-2     | 1-0, 1-1, 5-1  | HYS The Hague    |
| 25/03 | HYS The Hague    | 5-4     | 3-3, 2-0, 0-1  | Tilburg Trappers |